# Jon & Vangelis
Jon & Vangelis var en musikgrupp som bestod av den brittiske sångaren Jon Anderson, känd från musikgruppen Yes, och den grekiske musikern och kompositören Vangelis. De nådde framgång under 1980-talet, framför allt med låten "I'll Find My Way Home".

## Diskografi
- 1980 – Short Stories
- 1981 – Friends of Mr. Cairo
- 1983 – Private Collection
- 1991 – Page of Life
- 1998 – Page of Life (ny-release med delvis andra spår)

Samlingsalbum
- 1984 – The Best of Jon & Vangelis
- 1994 – Chronicles